# Karawang (regentschap)
Karawang is een regentschap in de provincie West-Java op het eiland Java. Karawang telde in 2020 2.439.085 inwoners op een oppervlakte van 1652 km².
Karawang is de gelijknamige hoofdstad van het regentschap.
Stadsgemeenten: Bandung · Banjar · Bekasi · Bogor · Cimahi · Cirebon · Depok · Sukabumi · Tasikmalaya

Regentschappen: Bandung · Bekasi · Bogor · Ciamis · Cianjur · Cirebon · Garut · Indramayu · Karawang · Kuningan · Majalengka · Pangandaran · Purwakarta · Subang · Sukabumi · Sumedang · Tasikmalaya · West-Bandung